# Ley de Escania

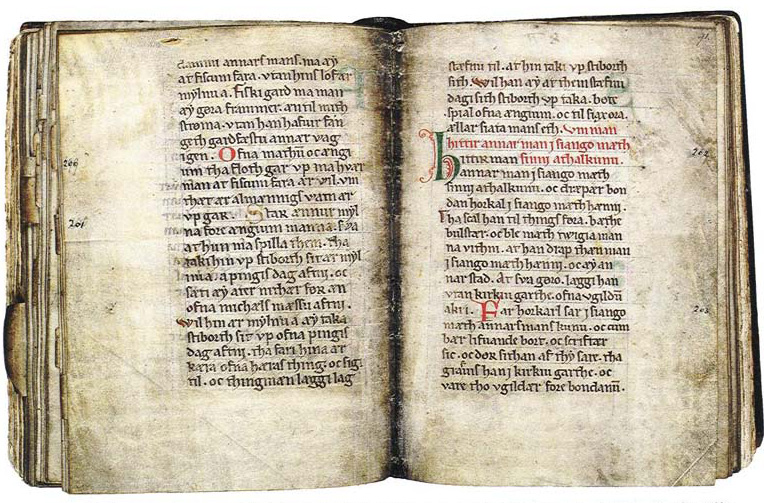
El manuscrito vernáculo más antiguo conocido (B 74) de la ley de Escania y de la ley eclesiástica de Escania, que data de alrededor de 1250, se conserva actualmente en la Biblioteca Real de Suecia, en Estocolmo.

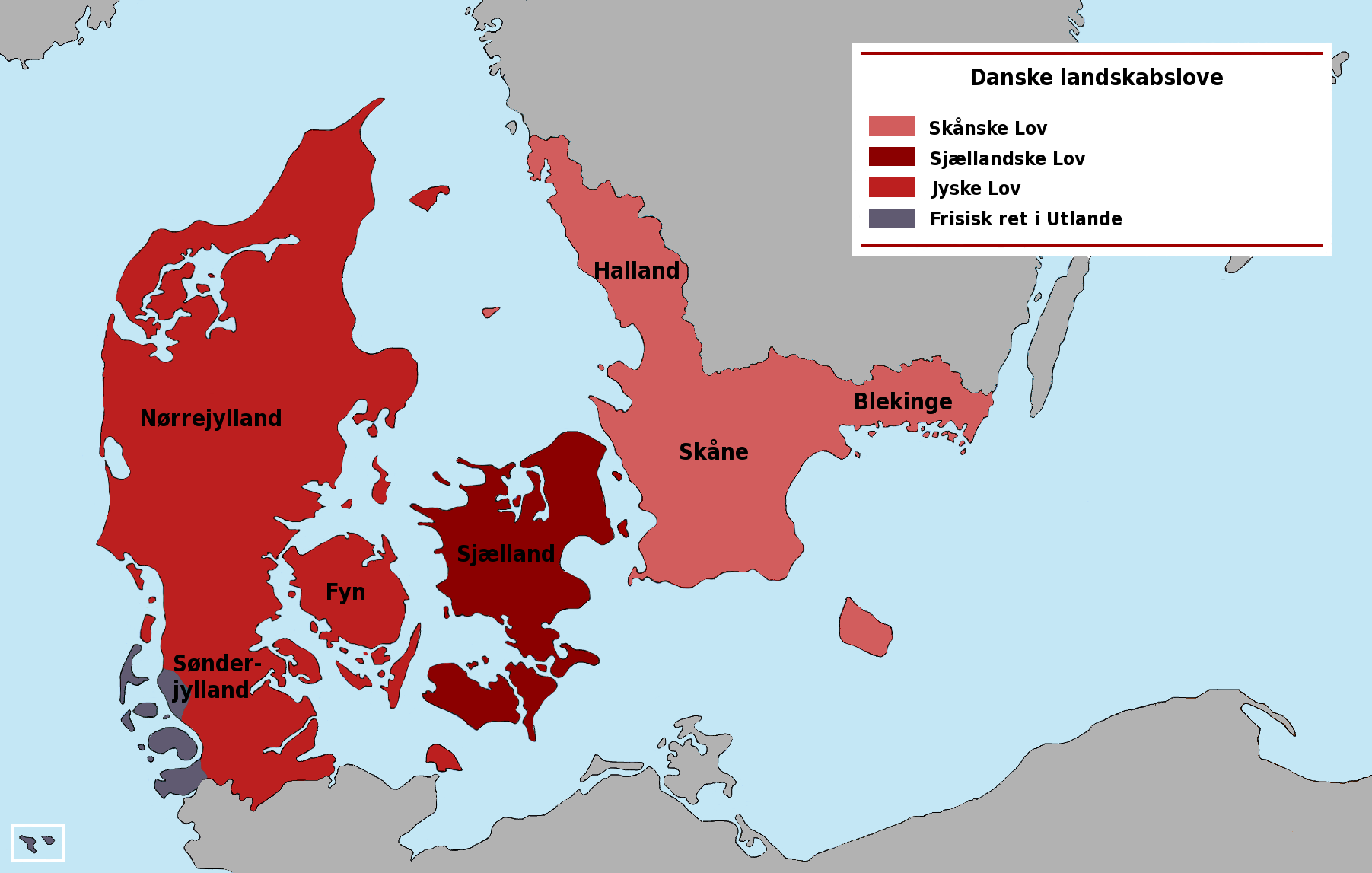
Antes de la adopción del código danés, cada landskab tenía su propio código jurídico, excepto las tierras de Uthlande, que seguían el derecho frisio.

La ley de Escania (en danés: Skånske Lov, en sueco: Skånelagen) es la ley provincial danesa más antigua y una de las primeras leyes provinciales nórdicas escritas. Se utilizaba en la región histórica de Skåne, que en aquella época incluía las actuales provincias de Escania, Halland y Blekinge, así como la isla de Bornholm. También se utilizó durante un breve periodo en la isla de Selandia. Según algunos estudiosos, la ley de Escania se estableció por primera vez entre 1202 y 1216, época en la que el arzobispo danés Anders Sunesøn la tradujo al latín.
La ley de Escania se recogió en varios manuscritos medievales, entre ellos el Codex Runicus, fechado hacia 1300, que está escrito íntegramente en runas medievales sobre pergamino. El texto del Codex Runicus consta de la ley de Escania y la ey eclesiástica de Escania (Skånske Kirkelov), un acuerdo que detalla la administración de justicia acordada por los escandinavos y el arzobispo a finales del siglo XII, así como de una sección no relacionada con el derecho, también escrita en runas, pero de otra mano.
Dinamarca cedió Escania a Suecia mediante el Tratado de Roskilde en 1658 y, a partir de 1683, el gobierno sueco aplicó sus leyes y costumbres en tres de las cuatro antiguas provincias danesas (el Tratado de Copenhague (1660)Tratado de Copenhague de 1660 había devuelto Bornholm a Dinamarca).

## Manuscritos

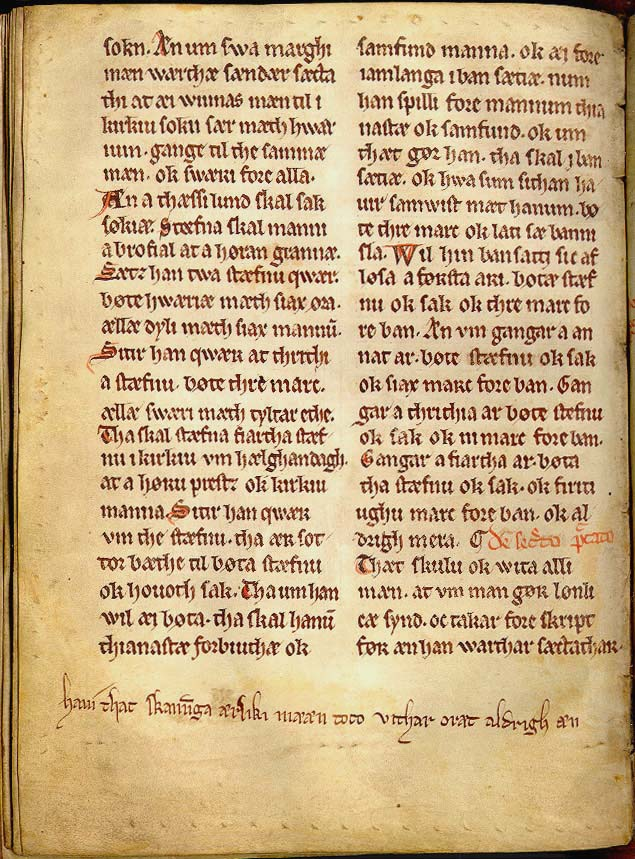
AM 37 4to, versión de Anders Sunesøn de la ley de Escania y la Ley eclesiástica de Escania, con el «skåningestrofe» en el margen inferior.

Los manuscritos de la ley de Escania son recopilaciones del derecho consuetudinario vigente en la región. Son registros de códigos legales existentes que abordaban cuestiones como el patrimonio, los derechos de propiedad, el uso de tierras comunes, los derechos de agricultura y pesca, el matrimonio, el asesinato, la violación, el vandalismo y el papel de las diferentes autoridades. En la versión más antigua de la ley, la ordalía se utilizaba como prueba, pero los manuscritos posteriores de la ley de Escania reflejan la influencia de los instrumentos estatutarios promulgados bajo el reinado de Valdemar II de Dinamarca poco después del IV Concilio de Letrán de 1215, y el juicio por ordalía había sido abolido.
Además de disposiciones que reflejan costumbres más antiguas, los manuscritos contienen disposiciones legales que demuestran la creciente influencia de la Corona en Dinamarca. Los diferentes manuscritos reflejan la fluctuación del sistema legal durante y después del reinado de Valdemar II, y a veces contienen conceptos contradictorios sobre lo que se considera válido según la ley. Según algunos historiadores, la batalla ideológica entre la realeza y las estructuras de poder locales (las thing) que tenía lugar en los países nórdicos durante esta época es evidente en los manuscritos de la ley de Escania.La traducción de Andreas Sunesøn de dicha ley utiliza la palabra «patria» como equivalente de «reino», un uso poco común de la palabra en Escandinavia en esta época. Patria significaba a menudo «tingområde», una región unida a través de un elemento común (asamblea), y según el historiador islandés Sverrir Jacobsson, el uso de la palabra para denotar «reino» era una declaración ideológica destinada a transmitir que «no se debe tener otra patria que el reino». Jacobsson afirma que el uso de patria en este sentido promovía un «patriotismo real con connotaciones cristianas», una ideología que también apoya Saxo en la Gesta Danorum y que fue ganando aceptación lentamente durante esta época. Esta ideología centrada en la realeza entraba en conflicto con el patriotismo expresado por los habitantes de las distintas patriae nórdicas, que, por el contrario, hacían hincapié en la lealtad principalmente a su zona de origen. Cuando estalló una rebelión en Escania, con demandas de que el rey entregara el gobierno real de la zona a funcionarios locales en lugar de a «extranjeros» (es decir, no escandinavos), el siervo al que el obispo Absalon ordenó sofocar la rebelión se negó a cumplir la orden y proclamó que su deber principal era con su pueblo. En Västgötalagen se expresan lealtades similares a la zona, donde no se considera «nativos» a los habitantes de Suecia y Småland.

### Códice Rúnico

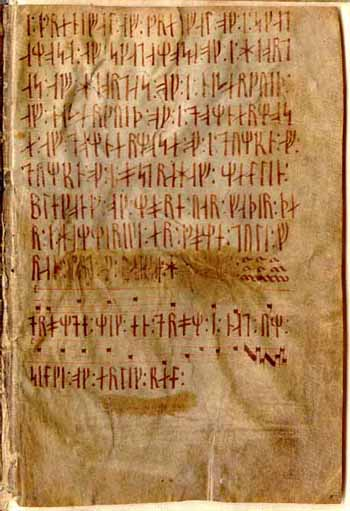
El Codex Runicus es un manuscrito en vitela de hacia 1300 escrito íntegramente en runas que contiene uno de los textos más antiguos y mejor conservados de la ley de Escania, así como la notación musical más antigua hallada en Escandinavia.

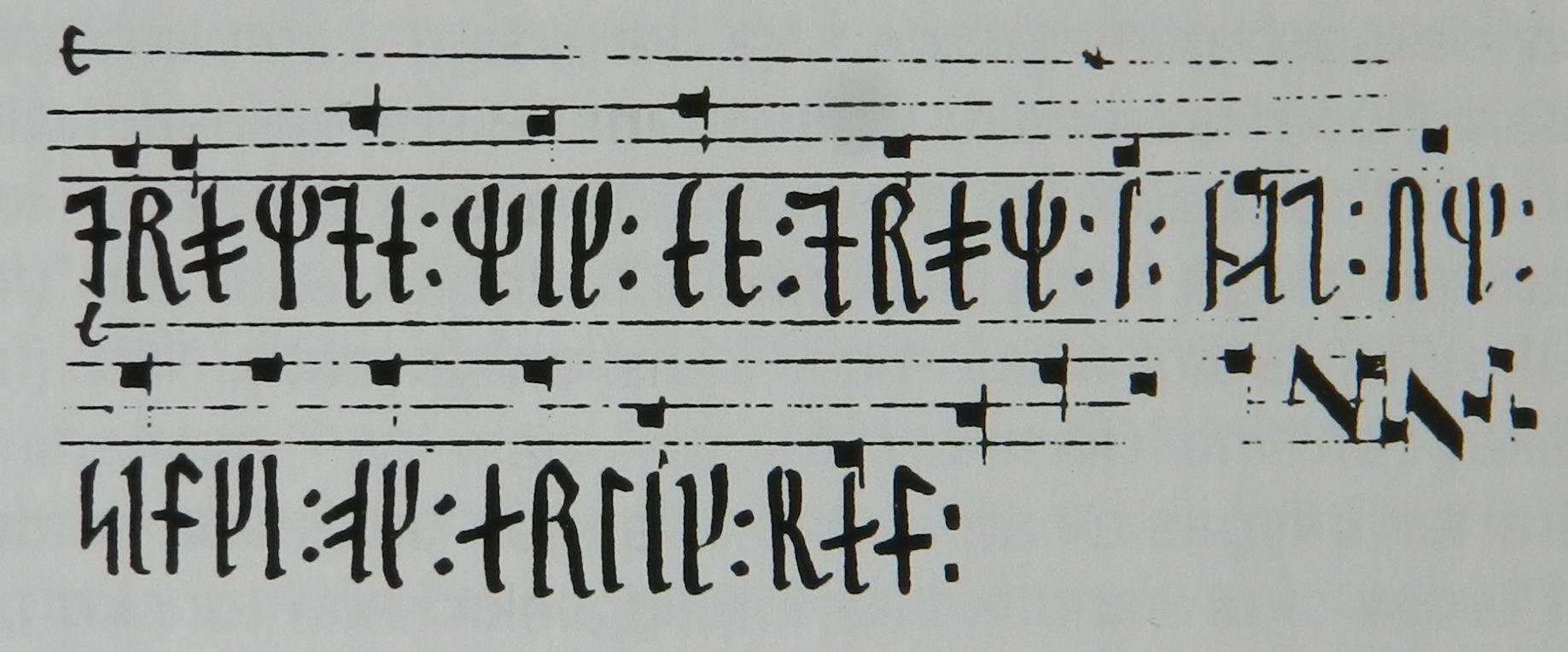
Última frase del Codex Runicus, que difiere de la versión con letras latinas. Se trata de una melodía que, durante décadas, ha sido utilizada por la emisora Danmarks Radio como señal de pausa.

El Codex Runicus ( AM 28 8vo ) es el más famoso de varios manuscritos de los siglos XIII al XV que contienen copias manuscritas de la ley escandinava. La segunda parte del códice consta de dos breves textos históricos: un fragmento de una lista de reyes daneses y una crónica que comienza con el legendario hijo del rey danés Hadding, Frode, y termina con Eric VI de Dinamarca. Tras los textos históricos hay una descripción de la frontera más antigua entre Dinamarca y Suecia, y en la última hoja se encuentran las notas y la letra de la pieza musical más antigua conservada en Dinamarca, un verso con notación musical en un pentagrama de cuatro líneas, las primeras notaciones musicales escritas en Escandinavia.

### Paráfrasis latina
Otro manuscrito muy conocido es la paráfrasis latina de la ley de Escania del siglo XIII de Anders Sunesøn (AM 37 4to), creada para un público internacional. Según el lingüista Einar Haugen, la paráfrasis latina supuso todo un reto para los escribas del siglo XIII: «En sus desesperados esfuerzos por encontrar equivalentes latinos para los términos jurídicos daneses, el arzobispo se ve obligado a insertar expresiones en danés, describiéndolas como in materna lingua vulgariter, natale idioma, vulgari nostro o, más a menudo, lingua patria».
AM 37 4to contiene también una versión vernácula de la ley eclesiástica de Escania, que le debe gran parte de su fama. En una nota al margen del epílogo de la ley eclesiástica de Escania, una segunda mano de los siglos XIII-XIV ha añadido una nota conocida como Skåningestrofe (la «estrofa escandinava»). Este comentario reza así:

Hauí that skanunga ærliki mææn toco vithar oræt aldrigh æn.
Que se sepa que los escandinavos son hombres honorables que nunca han tolerado la injusticia.

### Manuscrito de Ledreborg
Otra versión de la ley de Escania se recoge en el volumen Ledreborg 12 12mo (datado en el siglo XIV), que contiene una adaptación de dicha ley para su uso en el ámbito de la judicatura selandesa. Además de la ley de Escania y la ley eclesiástica de Escania, el manuscrito de Ledreborg contiene otros textos jurídicos escandinavos, como la versión escandinava del Decreto de Vordenborg de Eric V de Dinamarca del 19 de marzo de 1282 y su Decreto de Nyborg para Escania del 26 de mayo de 1284.

### El manuscrito más antiguo conocido
La versión más antigua conocida de la ley de Escania y de la ley eclesiástica de Escania se puede encontrar en un manuscrito en vitela de alrededor de 1225-1275 ( SKB B74 o Cod Holm B74 ), conservado en la Biblioteca Real Sueca en Estocolmo. El manuscrito fue revisado y editado continuamente hasta el siglo XVI. Falta la primera hoja de la ley de Escania en el SKB B74 y ha sido reemplazada por una sección escrita en papel en el siglo XVI. Además de la ley de Escania, el manuscrito también contiene decretos de derechos de pesca de los siglos XIV y XV de Margarita I de Dinamarca y Erico de Pomerania; También hay privilegios de ciudad para Malmö de 1415, 1446 y 1489; derechos comerciales de Escania establecidos por Christian III de Dinamarca en 1546; y una ley marítima medieval para Visby.
La sección de la ley de Escania SKB B74 está dividida en 234 capítulos y es la más extensa y antigua. Tres de los capítulos de la Ley escandinava de este manuscrito tratan del juicio por ordalía. En estas partes, la escritura está influenciada por la minúscula carolingia, con formas característicamente redondeadas y capiteles ornamentados con palmetas rojas, amarillas y verdes. La datación sugerida por los historiadores, basada en el contenido, está respaldada por los paleógrafos y también por los lingüistas. La lengua de las partes más antiguas del manuscrito aún conservaba gran parte de la complejidad gramatical del nórdico antiguo; los sustantivos, adjetivos y pronombres se declinan en cuatro casos gramaticales, los nombres tienen tres géneros gramaticales y los verbos cinco modos gramaticales.
La hoja 90 de la sección de la ley de Escania en el SKB B74 trata de los derechos de pesca y los procedimientos a seguir cuando un agricultor construye un estanque para recoger agua para el funcionamiento de su molino y el estanque inunda y destruye las tierras de otros agricultores. La hoja 91 trata sobre los crímenes pasionales. El texto de la rúbrica de la hoja 91r dice:
| "El hombre hittir annar man j siango mæth sinnj athalkunu. oc drapeado bueno dan horkal j siango mæth hænnj. Tha scal han til things føra. bathe bulstar. oc ble mæth twigia hombre en vithni. en la mano del hombre j siango mæth hænnj. oc æy an En la ciudad. En el camino. Deja que los demás se vayan vtan kirkiu garthe. ofna vgildum acri. Far horkarl sar j siango mæth annars el hombre kunu. oc cum oso bort vivo. oc escritor sic. oc puerta si que de tu sarga. gráficos de j kirkiu garthe. jefe vare tho vgildær fore bondanum. " |

Basado en una traducción danesa moderna de Merete K. Jørgensen, el equivalente aproximado en español sería: «Si un hombre encuentra a otro hombre en la cama con su mujer y, si el campesino mata al fornicador en la cama con ella, entonces llevará la ropa de cama a la escena del crimen, junto con dos hombres como testigos de que mató al hombre en la cama con ella y no en otro lugar. Una vez hecho esto, el hombre será depositado fuera del cementerio, en el suelo, y al campesino no se le impondrá ninguna multa. Si el fornicador resulta herido en la cama con la mujer de otro hombre y sobrevive, se confiesa con un sacerdote y obtiene la absolución, pero muere más tarde a causa de las heridas, entonces será enterrado en el cementerio de la iglesia y el campesino no pagará ninguna multa por él.» 

### Suecia
Otro manuscrito escaniano medieval conservado en Estocolmo es el SKB B69 4to, de alrededor de 1325, con una versión de la ley de Escania probablemente escrita por un escriba de Malmö, según la lingüista danesa Britta Olrik Frederiksen. La conexión del manuscrito con Malmö se ha postulado «para explicar una serie de pasajes lingüísticamente excéntricos...».
Existe una tercera versión temprana de la ley de Escania en el SKB B76 4to, también conservado en Estocolmo, y se calcula que fue escrita en 1325. Contiene partes de una versión temprana de la ley de Escania y de la ley eclesiástica de Escania, que se cree que se aproximan a las primeras versiones registradas de finales del siglo XII o principios del siglo XIII que no se han conservado. El SKB B76 4to se conoce localmente como el "manuscrito de Hadorph", en honor al erudito sueco del siglo XVII Johan Hadorph (1630-1693), colega de Olof Rudbeck en la Universidad de Uppsala, que editó el manuscrito en 1676. Johan Hadorph, junto con Olaus Verelius (1618-1682), líderes del movimiento hiperbóreo sueco, estaban a cargo de la Academia Sueca de Antigüedades en la Universidad de Uppsala, instituida por el conde Magnus Gabriel de la Gardie. Algunos de los manuscritos editados en la Academia Sueca de Antigüedades fueron comprados a la viuda del difunto profesor danés Stephanius en 1652 y otros eran botín de guerra de la guerra de 1658. Junto con Polonia, Alemania y los Estados bálticos, Dinamarca fue el país más afectado por las depredaciones suecas llevadas a cabo para traer literatura a Suecia durante las guerras del siglo XVII, en un momento en que el país "no tenía dinero para gastar en nuevas adquisiciones y tenía un acceso limitado a la literatura recién publicada", según la Biblioteca Real Sueca.En el artículo "El botín de guerra como método de adquisición", la biblioteca afirma que "el botín de guerra supuso un aumento sustancial para la recién creada biblioteca universitaria", aunque fueron Bohemia y Moravia las que fueron "privadas de quizás las mejores obras ".  Las autoridades suecas han rechazado hasta ahora la mayoría de las solicitudes de restitución presentadas por otros países.   Los representantes de la Biblioteca Real Sueca sostienen que "la restitución de antiguos botines de guerra generaría el caos, con consecuencias legales ambiguas" y afirman que la biblioteca, en cambio, "cuidará lo mejor posible los objetos en cuestión y los pondrá a disposición del público, ya que ahora son parte de nuestro patrimonio cultural común".
Así, la biblioteca posee grandes colecciones de manuscritos medievales de otros países y regiones, incluida la mayor colección de manuscritos islandeses fuera de Islandia. También forma parte de la colección el manuscrito más antiguo conocido del código de derecho de Jutlandia (Jyske Lov), Cod Holm C 37, datado en torno a 1280. Como alternativa a la repatriación, el director de la Biblioteca Real Sueca accedió a digitalizar este y algunos otros manuscritos, incluido el Codex Gigas ). La Biblioteca Real Danesa en Copenhague ha creado un sitio web para mostrar el facsímil digital del código legal de Jutlandia, e Internet proporciona así una forma de " repatriación digital del patrimonio cultural", según Ivan Boserup, conservador de manuscritos y libros raros de la Biblioteca Real de Copenhague. Sin embargo, los manuscritos medievales escandinavos conservados en la Biblioteca Real de Suecia no se ofrecen al público en versiones digitalizadas.
El proyecto Manuscritos medievales en la Biblioteca de la Universidad de Lund: preservación y acceso en la Biblioteca Digital de Manuscritos San Laurencio, de la Universidad de Lund (Escania), proporciona archivos digitales de una versión del siglo XV de la ley de Escania.

## Contexto
Se han conservado varias colecciones de leyes provinciales y nacionales medievales escandinavas. En el Codex Rantzovianus (1374), de alrededor de 1250, se conserva un manuscrito casi intacto de la Ley Gulating noruega, y tres fragmentos más antiguos de esta ley (AM 315e, AM 315f y NRA 1 B) han sido datados entre 1200 y 1250 por algunos estudiosos, y en una fecha tan temprana como 1180 por otros. El Grágás (Ganso Gris), el código legal islandés más antiguo, se conserva en dos manuscritos en vitela escritos poco después de 1250.
Al igual que el código legislativo islandés, la ley de Escania no se escribió por iniciativa de un rey. Escania tenía su propio thing o parlamento, así como parlamentos regionales dentro del land.
Las fechas citadas a continuación son las de la copia existente más antigua verificable de algunos códigos de leyes danesas, noruegas y suecas. Se ha afirmado que varias leyes son más antiguas y que las leyes provinciales derivadas del thing son claramente anteriores a estas leyes registradas.
En la línea de tiempo que aparece a continuación, las barras azules denotan leyes provinciales y las barras rosas, leyes nacionales.